# Klukowo (powiat pułtuski)
Klukowo – wieś w Polsce położona w województwie mazowieckim, w powiecie pułtuskim, w gminie Świercze. Ma status sołectwa.
Prywatna wieś szlachecka położona była w drugiej połowie XVI wieku w powiecie nowomiejskim ziemi zakroczymskiej województwa mazowieckiego. Do 1954 roku siedziba wiejskiej gminy Gołębie. W latach 1975–1998 miejscowość należała administracyjnie do województwa ciechanowskiego.

## Zabytki

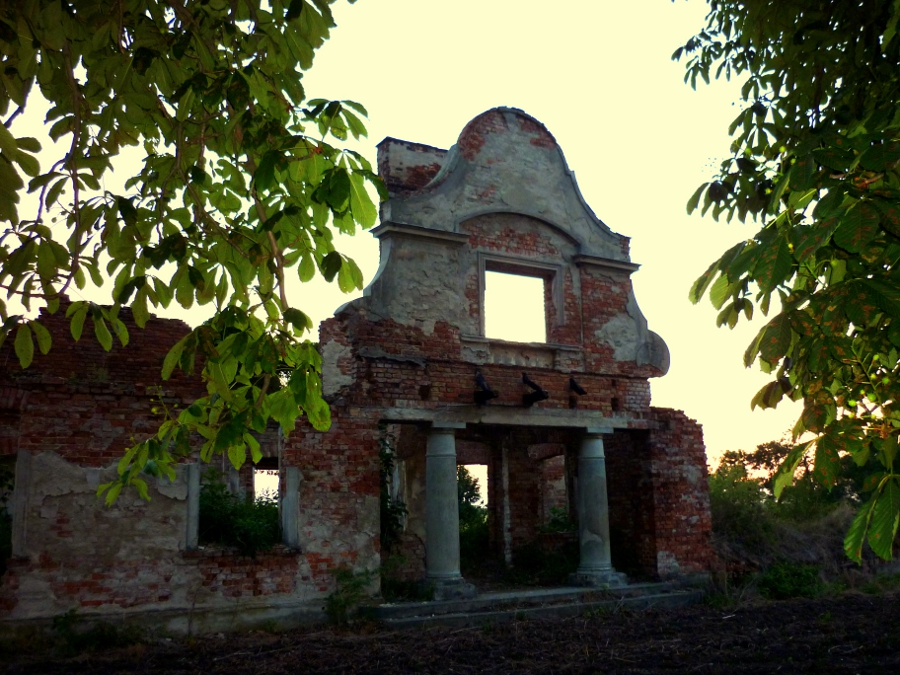
Ruiny dworu w Klukowie

Na terenie dzisiejszego Klukowa znajduje się dwór, który nosił nazwę Smolechowo i należał do rodziny Waśniewskich herbu Bończa. Dziś to ruiny, pozostałości po pięknym dworze przy drodze z Klukowa do Ciechanowa. Świetność zbudowanego w 1923 roku dworu zakończył pożar, który wybuchł 22 sierpnia 1990 r. Dziś, prócz ruin samego dworu, możemy zauważyć pozostałości po głównej alei (kilka kasztanowców), kolumnę bramy wjazdowej, stawy oraz stare narzędzia w miejscu, gdzie wcześniej stały budynki gospodarcze. W 1992 roku ruiny zostały wpisane do ewidencji zabytków.

## Parafia w Klukowie
We wsi znajduje się siedziba parafii pw. św. Stanisława BM. Parafia obejmuje 2850 mieszkańców. Od 22 kwietnia 1999 r. do 23 sierpnia 2009 proboszczem parafii był ks. kan. Andrzej Kucharczyk. Od 24 sierpnia 2009 r. proboszczem był ks. Wojciech Wiśniewski obecnie od 16.07.2015r proboszczem jest ks.Andrzej Romuald Chmieliński.
Księża pochodzący z parafii:
- Wincenty Bronowski
- Zbigniew Jan Galas
- Jan Andrzej Niesłuchowski
- Dariusz Piotr Majewski
- Sławomir Trzaska
- Dariusz Wojciech Kęsicki